# Vereinigungsreferendum in Ägypten 1958

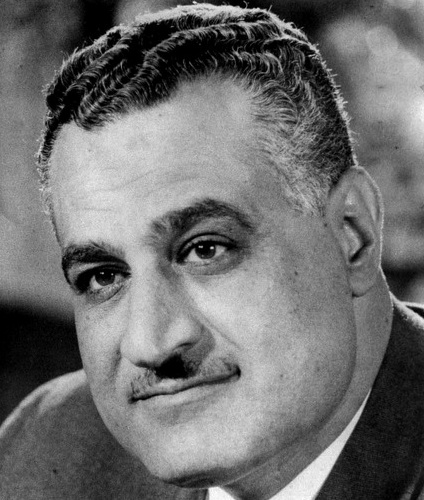
Staatspräsident Gamal Abdel Nasser

Das Vereinigungsreferendum in Ägypten 1958 fand am 21. Februar 1958 gleichzeitig mit einem Referendum in Syrien statt.
Abgestimmt wurde über die Vereinigung Ägyptens mit Syriens zur Vereinigten Arabischen Republik (VAR) und über die Wahl Gamal Abdel Nassers zum Präsidenten der VAR. Beide Vorschläge wurden mit weniger als 300 Gegenstimmen angenommen.

## Ergebnisse

### Vereinigte Arabische Republik
| Wahl                     | Stimmen   | Anteil  |
| ------------------------ | --------- | ------- |
| Für                      | 6.102.128 | 100,0 % |
| Gegen                    | 247       | 0,0 %   |
| Ungültige / Leere Zettel | 1.884     | —       |
| Gesamt                   | 6.104.259 | 100,0 % |

### Präsidentschaft Nassers
| Wahl                     | Stimmen   | Anteil  |
| ------------------------ | --------- | ------- |
| Für                      | 6.102.116 | 100,0 % |
| Gegen                    | 265       | 0,0 %   |
| Ungültige / Leere Zettel | 1,881     | —       |
| Gesamt                   | 6.104.262 | 100,0 % |